# Degernäs-Ramshöjden
Degernäs-Ramshöjden är ett kommunalt naturreservat i Degerfors kommun i Örebro län.

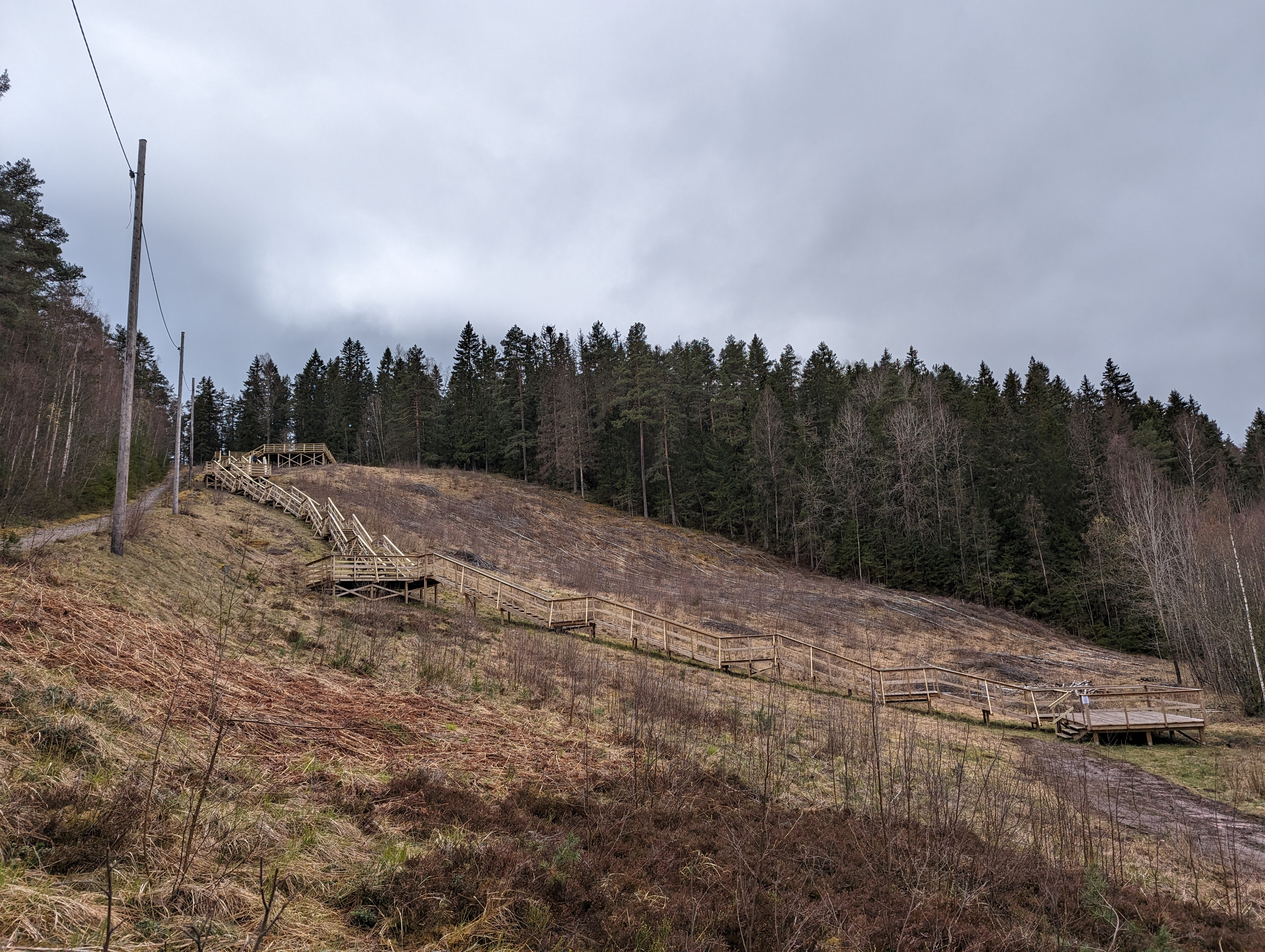
Hälsotrappan i Ramshöjden

Området är naturskyddat sedan 2005 och är 47 hektar stort. Reservatet ligger vid södra stranden av Möckeln strax norr om Degerfors och består av en hög skogbevuxen kulle. 2024 invigdes en trätrappa till utsikstpunkten på berget.